# Chemilly (Haute-Saône)
Pour les articles homonymes, voir Chemilly.
Chemilly est une commune française située dans le département de la Haute-Saône, la région culturelle et historique de Franche-Comté et la région administrative Bourgogne-Franche-Comté.

## Géographie
Le village de Chemilly se trouve à la confluence du Durgeon et de la Saône, à environ une quinzaine de kilomètres de Vesoul. Il est traversé par la départementale 6.

### Hydrographie
La rivière Durgeon conflue dans la rivière Saône en rive gauche sur le territoire communal. Situé aux abords d'une des boucles de la Saône, Chemilly est doté d'un canal d'un longueur d'environ 300 m, cerné par deux écluses.

### Climat
Pour des articles plus généraux, voir Climat de la Bourgogne-Franche-Comté et Climat de la Haute-Saône.
En 2010, le climat de la commune est de type climat des marges montargnardes, selon une étude du Centre national de la recherche scientifique s'appuyant sur une série de données couvrant la période 1971-2000. En 2020, Météo-France publie une typologie des climats de la France métropolitaine dans laquelle la commune est exposée à un climat semi-continental et est dans la région climatique Lorraine, plateau de Langres, Morvan, caractérisée par un hiver rude (1,5 °C), des vents modérés et des brouillards fréquents en automne et hiver.
Pour la période 1971-2000, la température annuelle moyenne est de 10,3 °C, avec une amplitude thermique annuelle de 17,5 °C. Le cumul annuel moyen de précipitations est de 939 mm, avec 12,6 jours de précipitations en janvier et 9,5 jours en juillet. Pour la période 1991-2020, la température moyenne annuelle observée sur la station météorologique de Météo-France la plus proche, « Vesoul Ville », sur la commune de Vesoul à 10 km à vol d'oiseau, est de 11,5 °C et le cumul annuel moyen de précipitations est de 1 007,7 mm. 
La température maximale relevée sur cette station est de 40,5 °C, atteinte le 25 juillet 2019 ; la température minimale est de −22,2 °C, atteinte le 16 janvier 1966,,.
Les paramètres climatiques de la commune ont été estimés pour le milieu du siècle (2041-2070) selon différents scénarios d'émission de gaz à effet de serre à partir des nouvelles projections climatiques de référence DRIAS-2020. Ils sont consultables sur un site dédié publié par Météo-France en novembre 2022.

## Urbanisme

### Typologie
Au 1er janvier 2024, Chemilly est catégorisée commune rurale à habitat dispersé, selon la nouvelle grille communale de densité à sept niveaux définie par l'Insee en 2022.
Elle est située hors unité urbaine. Par ailleurs la commune fait partie de l'aire d'attraction de Vesoul, dont elle est une commune de la couronne,. Cette aire, qui regroupe 158 communes, est catégorisée dans les aires de 50 000 à moins de 200 000 habitants,.

### Occupation des sols
L'occupation des sols de la commune, telle qu'elle ressort de la base de données européenne d’occupation biophysique des sols Corine Land Cover (CLC), est marquée par l'importance des forêts et milieux semi-naturels (52,9 % en 2018), une proportion identique à celle de 1990 (52,9 %). La répartition détaillée en 2018 est la suivante : 
forêts (52,9 %), prairies (34,4 %), zones agricoles hétérogènes (7,7 %), terres arables (5,1 %). L'évolution de l’occupation des sols de la commune et de ses infrastructures peut être observée sur les différentes représentations cartographiques du territoire : la carte de Cassini (XVIIIe siècle), la carte d'état-major (1820-1866) et les cartes ou photos aériennes de l'IGN pour la période actuelle (1950 à aujourd'hui).

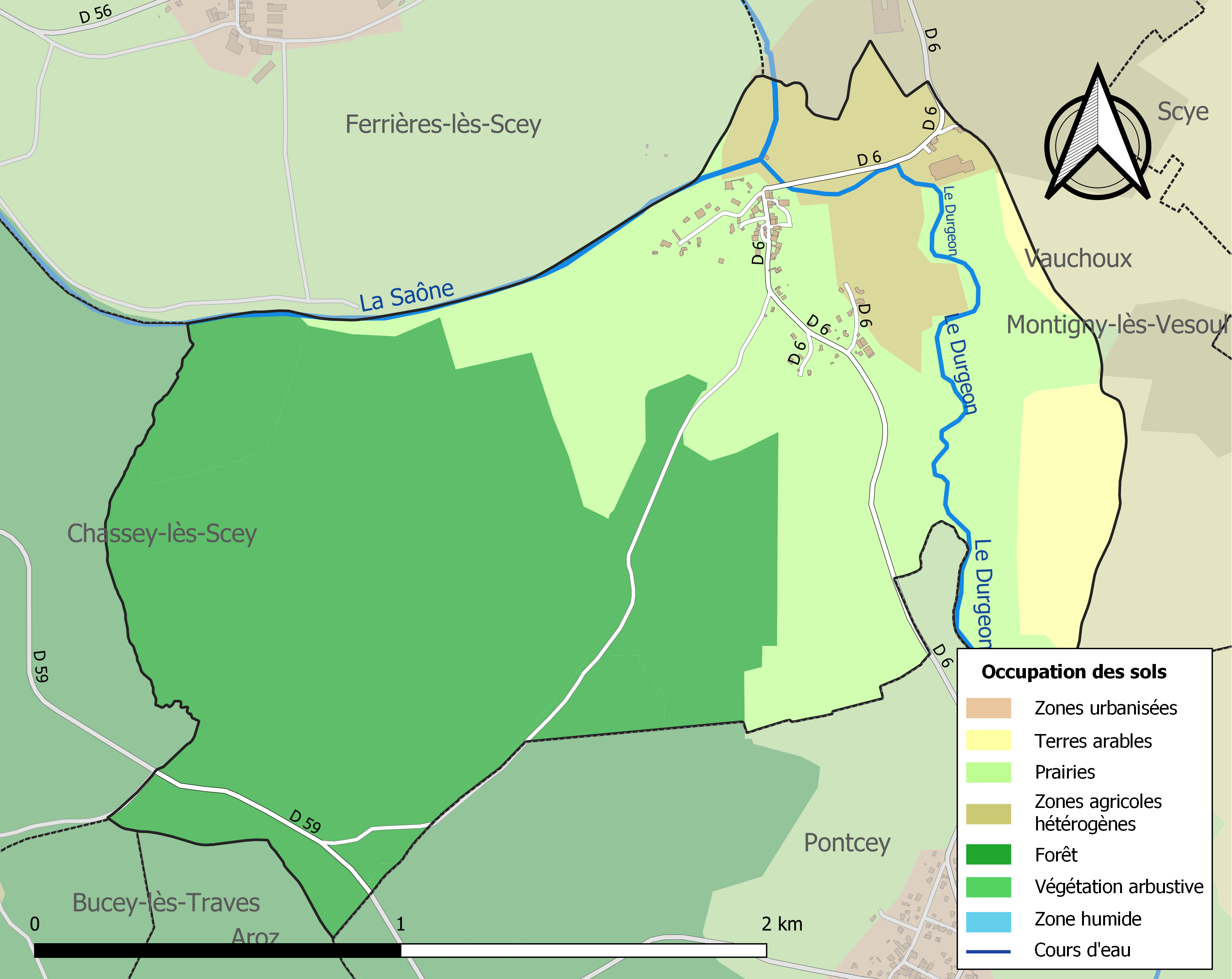
Carte des infrastructures et de l'occupation des sols de la commune en 2018 (CLC).

### Circulations douces
Une passerelle longue de 140 m, réalisée en 2008-2009, enjambe la Saône et permet de relier la véloroute Rives de Saône à celle de la Trace du Courlis, réalisée sur l'emprise d'une ancienne voie ferrée jusqu'à la voie verte le Chemin vert. Chemilly est traversé par la même véloroute qui relie les circuits cités ci-dessus. Aux abords du château, une aire de stationnement et de pique-nique au bord de l'eau profitera aux cyclistes désireux de faire une pause.

## Histoire
Le village et son moulin furent brûlés en 1480 lors de la guerre avec le France, sur ordre de Charles d'Amboise, et le château détruit en 1595 lors de la guerre franco-espagnole.
La guerre de Dix ans fut fatale à Chemilly, sans habitants pendant 20 ans et ne comprenant que 15 feux en 1676.

## Politique et administration

### Rattachements administratifs et électoraux
La commune fait partie de l'arrondissement de Vesoul du département de la Haute-Saône, en région Bourgogne-Franche-Comté. Pour l'élection des députés, elle dépend de la première circonscription de la Haute-Saône.
Elle fait partie depuis 1793 du canton de Scey-sur-Saône-et-Saint-Albin. Dans le cadre du redécoupage cantonal de 2014 en France, le territoire de ce canton s'est étendu de  17 à 46 communes.

### Intercommunalité
La commune est membre depuis 2009 de la Communauté de communes des Combes, créée le 31 décembre 1994.

### Liste des maires

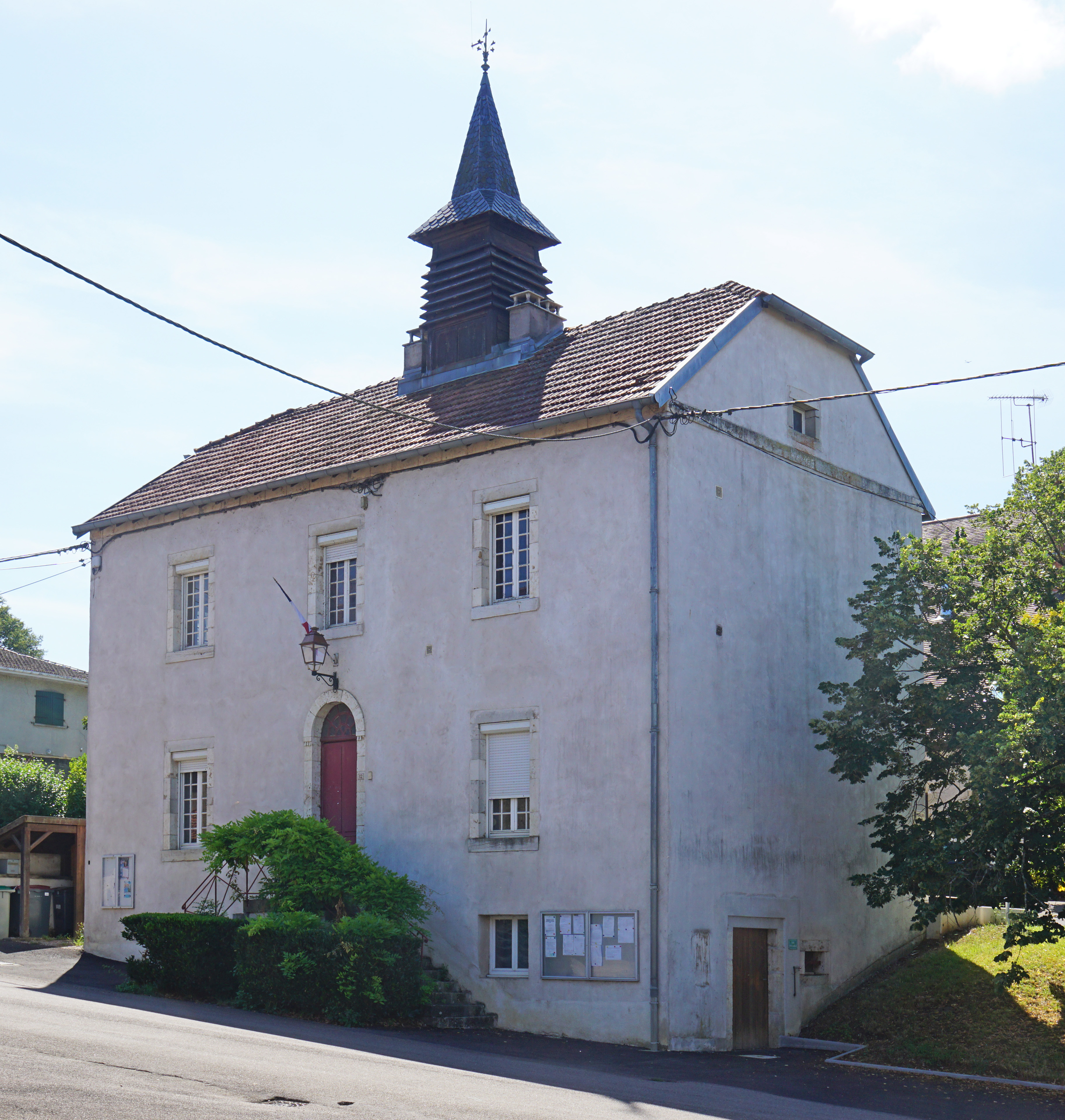
La mairie.

| Période                                  | Période                        | Identité                | Étiquette | Qualité                         |
| ---------------------------------------- | ------------------------------ | ----------------------- | --------- | ------------------------------- |
| Les données manquantes sont à compléter. |                                |                         |           |                                 |
| mars 2001                                | mai 2008                       | Jean Gevrey             |           |                                 |
| mai 2008                                 | En cours (au 6 septembre 2016) | Nadine Marchadour Bague |           | Réélue pour le mandat 2014-2020 |

## Démographie
L'évolution du nombre d'habitants est connue à travers les recensements de la population effectués dans la commune depuis 1793. Pour les communes de moins de 10 000 habitants, une enquête de recensement portant sur toute la population est réalisée tous les cinq ans, les populations de référence des années intermédiaires étant quant à elles estimées par interpolation ou extrapolation. Pour la commune, le premier recensement exhaustif entrant dans le cadre du nouveau dispositif a été réalisé en 2007.

En 2022, la commune comptait 103 habitants, en évolution de +17,05 % par rapport à 2016 (Haute-Saône : −1,4 %, France hors Mayotte : +2,11 %).
| 1793 | 1800 | 1806 | 1821 | 1831 | 1836 | 1841 | 1846 | 1851 |
| ---- | ---- | ---- | ---- | ---- | ---- | ---- | ---- | ---- |
| 163  | 163  | 183  | 132  | 146  | 151  | 167  | 146  | 157  |

| 1856 | 1861 | 1866 | 1872 | 1876 | 1881 | 1886 | 1891 | 1896 |
| ---- | ---- | ---- | ---- | ---- | ---- | ---- | ---- | ---- |
| 137  | 121  | 115  | 103  | 110  | 104  | 94   | 81   | 72   |

| 1901 | 1906 | 1911 | 1921 | 1926 | 1931 | 1936 | 1946 | 1954 |
| ---- | ---- | ---- | ---- | ---- | ---- | ---- | ---- | ---- |
| 82   | 75   | 65   | 62   | 75   | 64   | 56   | 56   | 54   |

| 1962 | 1968 | 1975 | 1982 | 1990 | 1999 | 2006 | 2007 | 2012 |
| ---- | ---- | ---- | ---- | ---- | ---- | ---- | ---- | ---- |
| 62   | 64   | 49   | 73   | 80   | 79   | 79   | 79   | 90   |

| 2017 | 2022 | - | - | - | - | - | - | - |
| ---- | ---- | - | - | - | - | - | - | - |
| 88   | 103  | - | - | - | - | - | - | - |

## Économie
La commune est depuis 1955 le siège du groupe De Trévillers, spécialisée dans les tubes en carton et la découpe de panneaux de bois. Le groupe emploie 70 personnes sur trois sites, dont deux à Chemilly.

## Culture locale et patrimoine

### Lieux et monuments
- Château datant du XVe siècle (vestige du donjon, de murs d’enceinte, tour carrée et tour de guet ronde).
- Ermitage, fondé en 1618 à côté du château, ayant accueilli les disciples de l’ordre hospitalier de Saint-Antoine puis de l’ordre de Saint-François de l’Étroite Observance. Il fut transformé en grange puis laissé à l'état de ruine.
- Pont de pierre à deux arches construit en 1753 et franchissant le Durgeon.
- Statue de saint Jean Népomucène, protecteur des ponts, unique en France, posée sur ce pont enjambant le Durgeon[23].
- La Villa Kielwasser de André Maisonnier collaborateur de Le Corbusier.

Début 2017, la commune est « réputée sans clochers ».

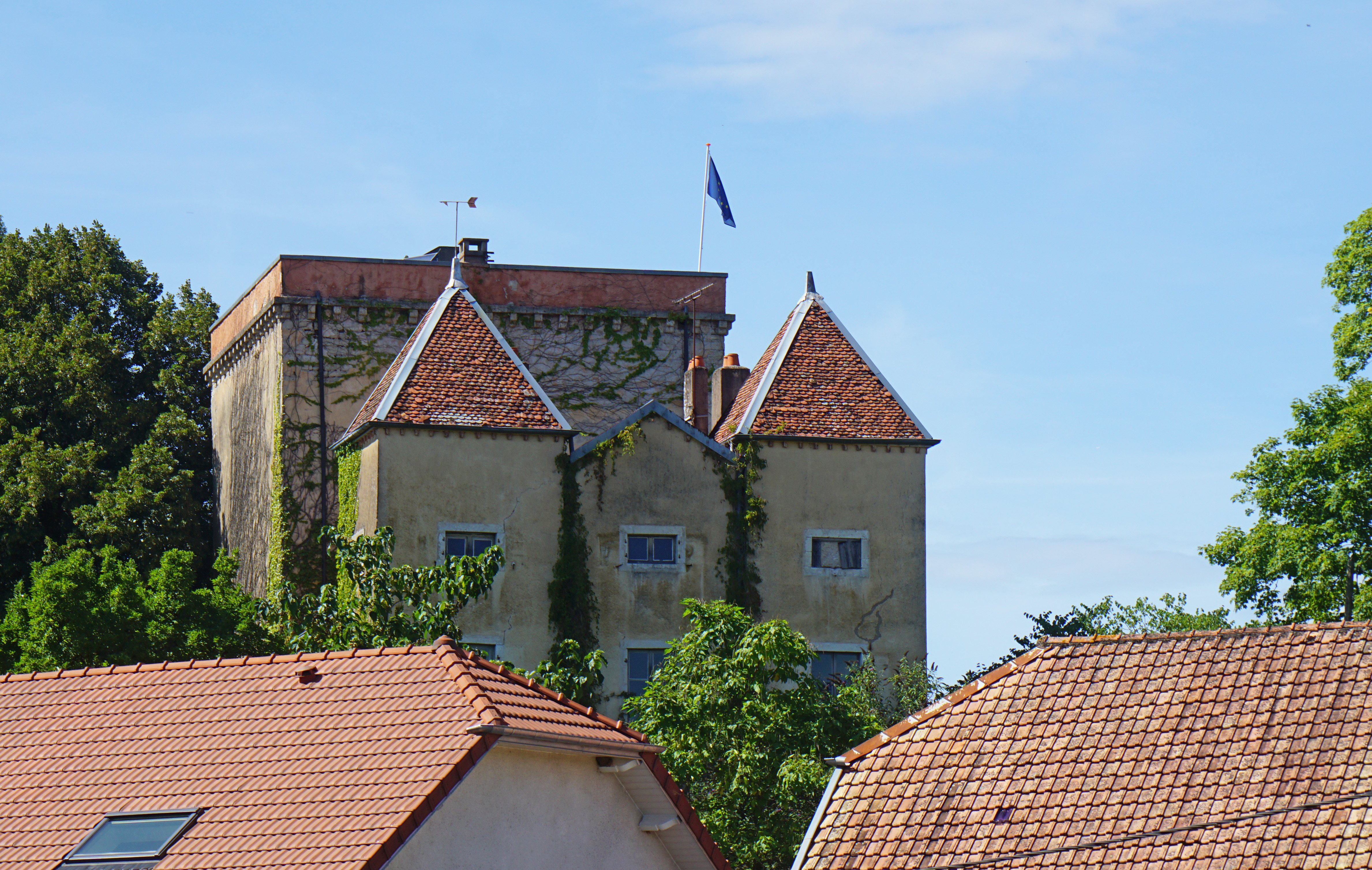
Château.
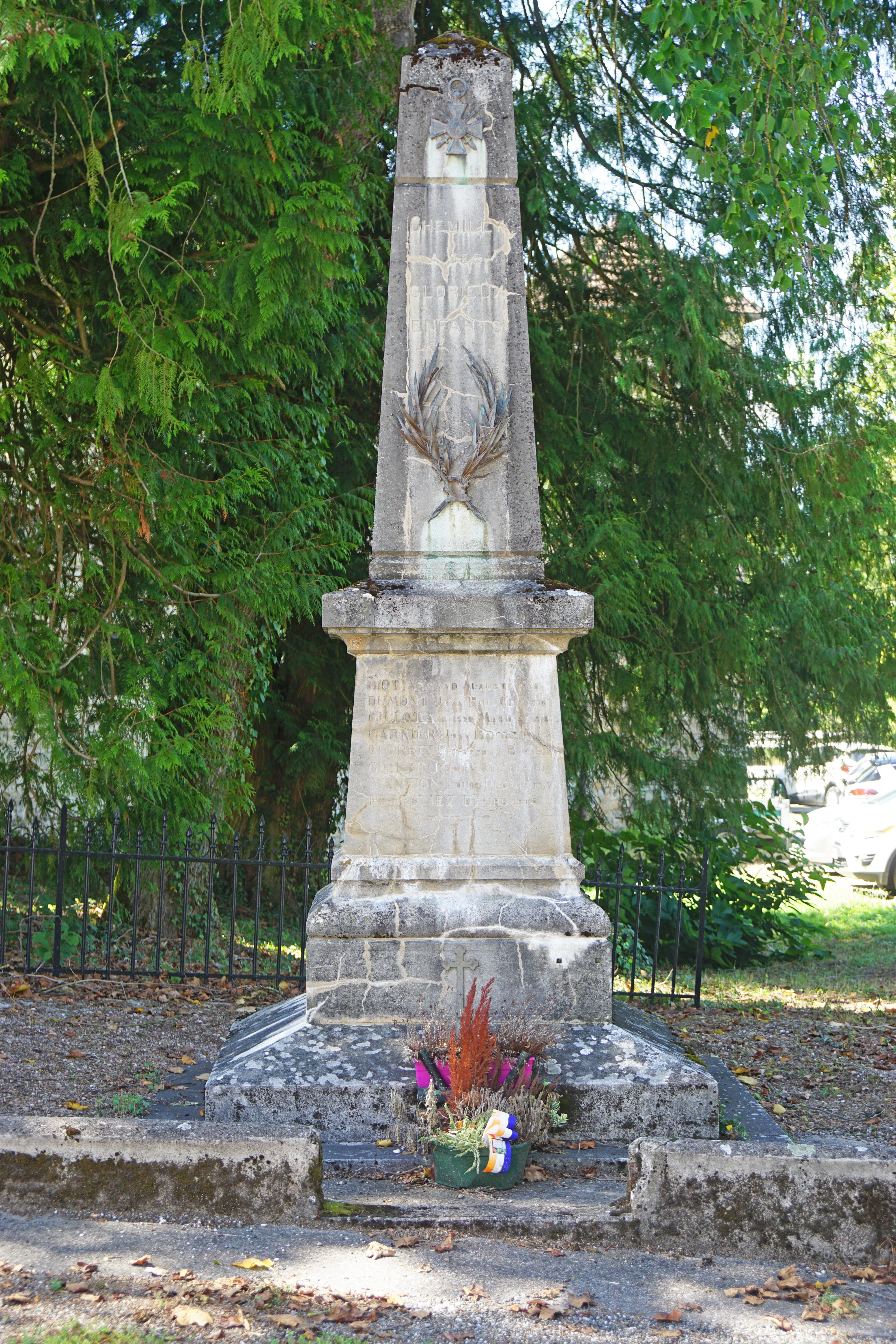
Monument aux morts.
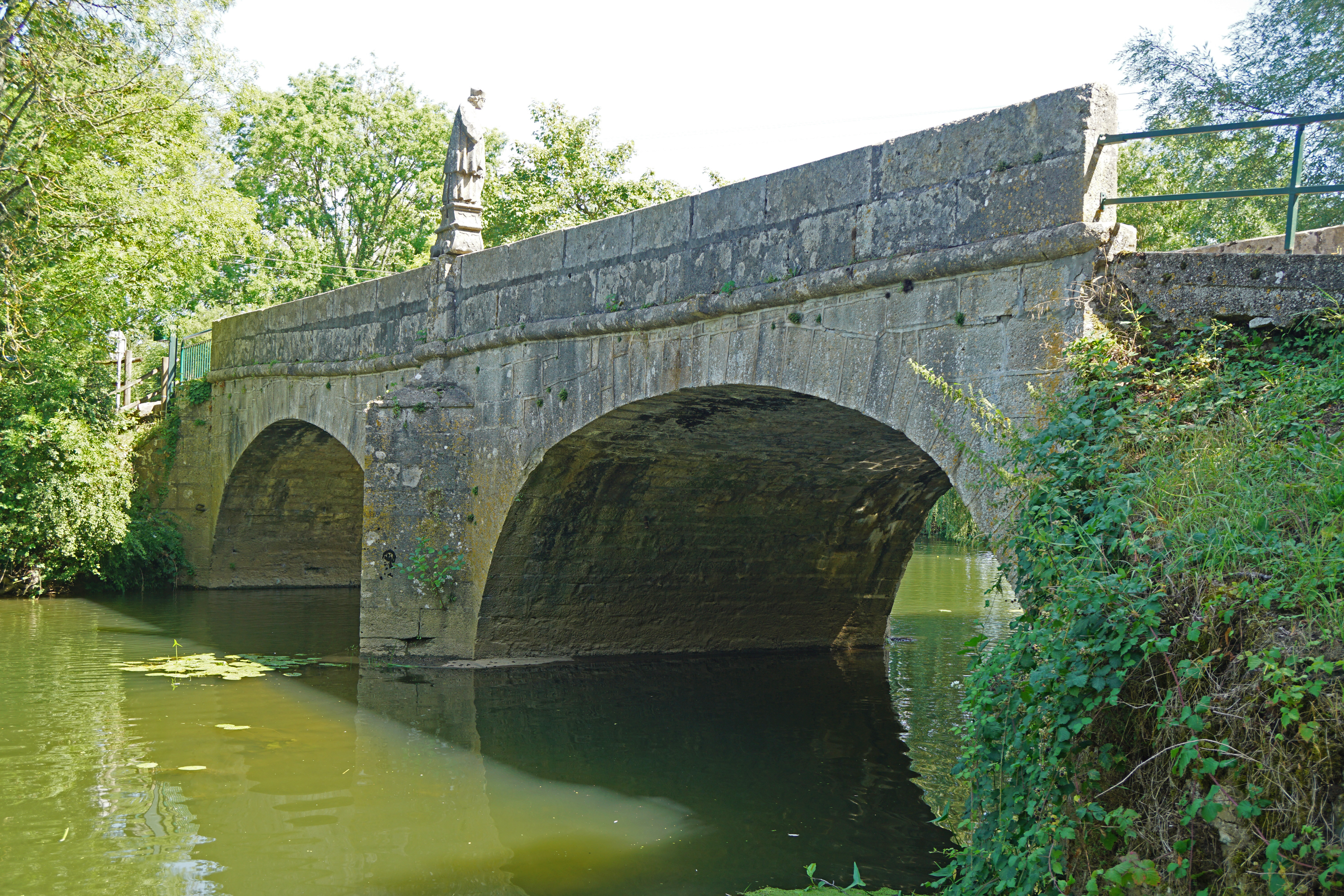
Pont.
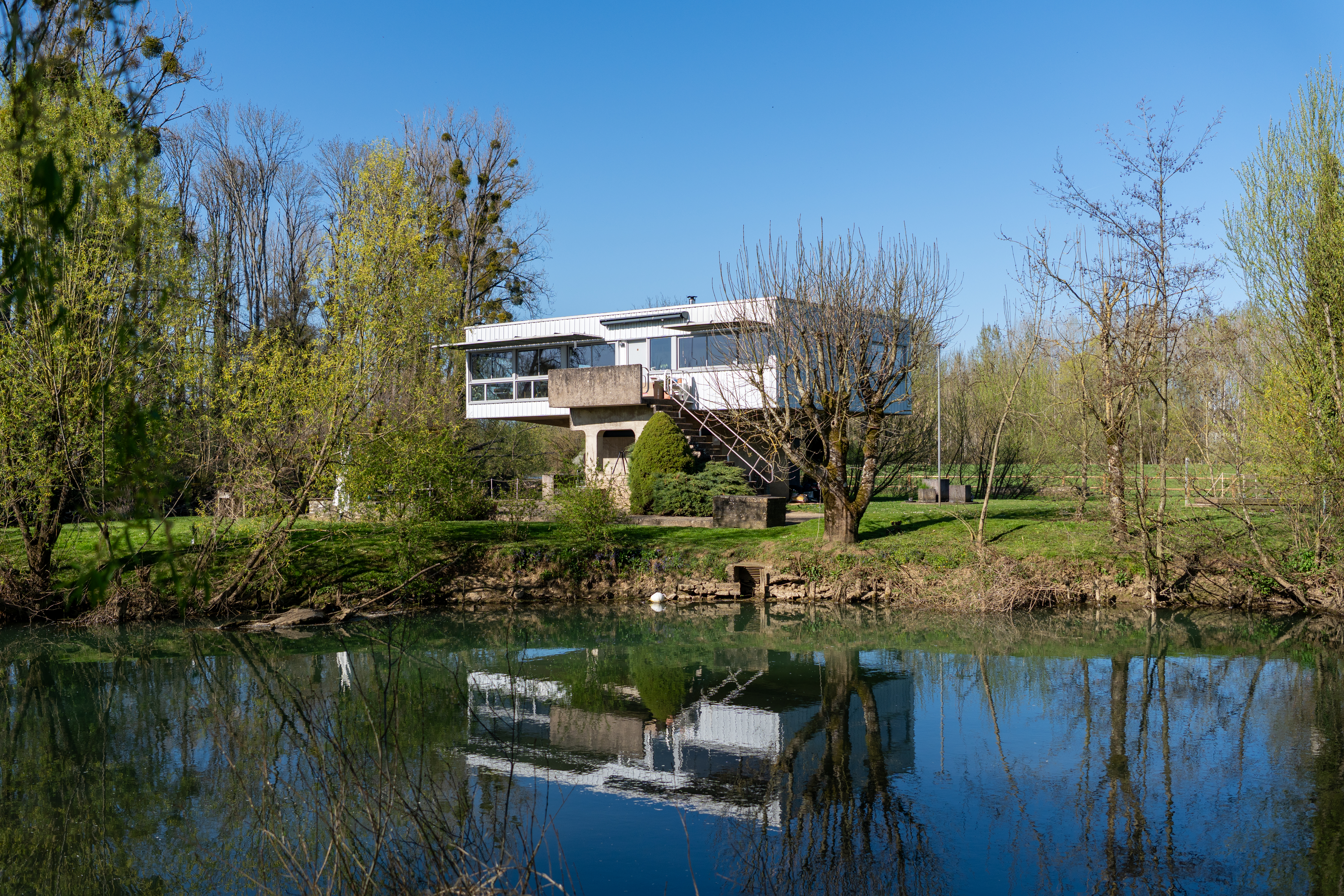
Villa Henri Kielwasser.

### Personnalités liées à la commune
- Jean d'Andelot, mort en 1556, chevalier, seigneur de Chemilly